# Emy Aneke
Emy Aneke (Toronto, ...) è un attore canadese, attivo in campo cinematografico e televisivo.

## Filmografia parziale

### Cinema
- Una drag queen come mamma (Holiday Heart), regia di Robert Townsend (2000)
- X-Men - Conflitto finale (X-Men: The Last Stand), regia di Brett Ratner (2006)
- Corona, regia di Mostafa Keshvari (2020)

### Televisione
- Dark Angel - serie TV, 2 episodi (2000-2001)
- Andromeda - serie TV, 3 episodi (2000-2002)
- Smallville - serie TV, 3 episodi (2004-2006)
- Stargate SG-1 - serie TV, 3 episodi (2005-2006)
- Stargate Atlantis - serie TV, episodio 3x02 (2006)
- Supernatural - serie TV, episodi 2x12, 15x07 (2007, 2019)
- Fringe - serie TV, episodio 2x05 (2009)
- Alcatraz - serie TV, episodio 1x13 (2012)
- The Drive - serie TV, 11 episodi (2015-2017)
- iZombie - serie TV, 12 episodi (2015-2019)
- The 100 - serie TV, episodi 2x15-2x16 (2015)
- Detective McLean - serie TV, episodio 1x03 (2015)
- Fear The Walking Dead - serie TV, episodio 1x06 (2015)
- Arrow - serie TV, episodio 5x01 (2016)
- Travelers - serie TV, episodio 1x06 (2016)
- Supergirl - serie TV, episodio 3x05 (2017)
- Taken - serie TV, episodio 2x12 (2018)

## Doppiatori italiani
Nelle versioni in italiano delle opere in cui ha recitato, Emy Aneke è stato doppiato da:
- Sacha Pilara in Detective McLean, Segreti da cheerleader
- Stefano Billi in L.A.P.D. - Linea spezzata
- Andrea Lavagnino in Supernatural (ep. 2x12)
- Marco De Risi in iZombie (ep. 2x08)
- Raffaele Carpentieri in iZombie (st. 5)
- Marco Fumarola in Travelers

## Premi
- Jury Award
  - Candidatura al miglior attore per The Drive